# Le onde placano il vento
Le onde placano il vento  (titolo originale in russo Волны гасят ветер?, 'Volny gasiat veter', tradotto come Passi nel tempo all'epoca della prima edizione italiana) è un romanzo fantascientifico del 1986 della coppia di scrittori sovietici Arkadij e Boris Strugackij.

## Storia editoriale
L'opera è stata pubblicata per la prima volta in Israele nel 1986 e in Italia nel 1988, tradotta dall'edizione in lingua inglese del 1986 intitolata The Time Wanderers.
Il romanzo appartiene ad un continuum narrativo chiamato Universo di mezzogiorno e, contemporaneamente, è l'ultima parte di una trilogia dedicata al protagonista "Maksim Kammerer", preceduta da L'isola abitata (Obitaemyi ostrov, 1968) e Lo scarabeo nel formicaio (Žuk v muravejnike, 1980).

## Trama
(Arkadij e Boris Strugackij, Passi nel tempo)
Il romanzo è redatto nella forma del documentario (un po' diario e un po' raccolta di rapporti d'indagine) da parte di un Maksim Kammerer ormai ottantanovenne. In un tempo futuro imprecisato il genere umano ha colonizzato il sistema solare ed è arrivato anche su altri pianeti dove è entrato in contatto con altre razze aliene intelligenti. La tranquillità e la pace che si è stabilita sono però messe a rischio dalla supposta influenza sulle vicende umane (passate e presenti) dei misteriosi "Vagabondi del tempo", la cui esistenza comunque non è stata dimostrata. I "Vagabondi" sono citati in molte altre opere precedenti degli autori ma solo in questo libro si arriva a svelarne chiaramente l'identità, la provenienza e gli scopi.
Maksim Kammerer, appartenente al COMCON-2, il sistema di sicurezza mondiale, è il responsabile dell'Ufficio EI (Eventi Insoliti), e affida un'inchiesta sui Vagabondi a Toivo Glumov, uno dei suoi agenti più brillanti. Una delle prime tappe di Glumov è una piccola cittadina dell'Artide russo dove sono apparse delle orribili ma innocue creature che hanno terrorizzato gli abitanti.
Il romanzo è ricco di riferimenti a molte altre opere precedenti degli autori e rappresenta una sorta di suggello finale. Si citano moltissimi personaggio e ambienti già apparsi in altri romanzi e racconti. Ad esempio, tra i tanti, ci sono riferimenti a Catastrofe planetaria, l'Isola abitata, È difficile essere un dio.

## Edizioni
- (RU) Arkadij e Boris Strugackij, Volny gasiat veter, 1ª ed., Haifa, Keshet Book Shop, 1986.
- (EN) Arkadij e Boris Strugackij, The Time Wanderers, traduzione di Antonina W. Bouis, New York, Richardson and Steirman, 1986.
- Arkadij e Boris Strugackij, Passi nel tempo, collana Urania, traduzione dalla versione inglese The Time Wanderers di Guido Zurlino, n. 1082, Mondadori, 1988,  p. 144.
- Arkadij e Boris Strugackij, Le onde placano il vento, traduzione dalla versione inglese The Waves Extinguish the Wind (2023) di Stefano Ternavasio, Urania collezione n. 242, Mondadori, 2023.